# Thelma & Louise
Thelma & Louise è un film del 1991 diretto e co-prodotto da Ridley Scott.
La pellicola, scritta da Callie Khouri, ha come interpreti principali Susan Sarandon e Geena Davis. Road movie di notevole successo, è diventato oggetto di culto e, al contempo, un must del genere e un caposaldo della cultura femminista.
Thelma & Louise è stato presentato fuori concorso al 44º Festival di Cannes e ha vinto un Oscar nel 1992 per la miglior sceneggiatura. Nel 2000 il British Film Institute incluse il film nel libro Modern Classic Series. La sceneggiatura della Khouri è situata al 72º posto fra le migliori 101 di Hollywood.
Nel 2016 è stato scelto per la conservazione nel National Film Registry della Biblioteca del Congresso degli Stati Uniti, perché "culturalmente, storicamente e esteticamente significativo".

## Trama
Arkansas: la trentenne Thelma Yvonne Dickinson e la quarantenne Louise Elizabeth Sawyer sono migliori amiche. Louise, cameriera in un fast food, è impegnata in un'insoddisfacente relazione con Jimmy Lennox, mentre Thelma, casalinga, è la moglie di Darryl Dickinson, uomo dal carattere oppressivo che la trascura lasciandola regolarmente a casa da sola. Per evadere dalle proprie noiose vite quotidiane, Thelma e Louise decidono di trascorrere un weekend in una casa di montagna, partendo a bordo della vecchia Ford Thunderbird di Louise, senza informare i rispettivi consorti.

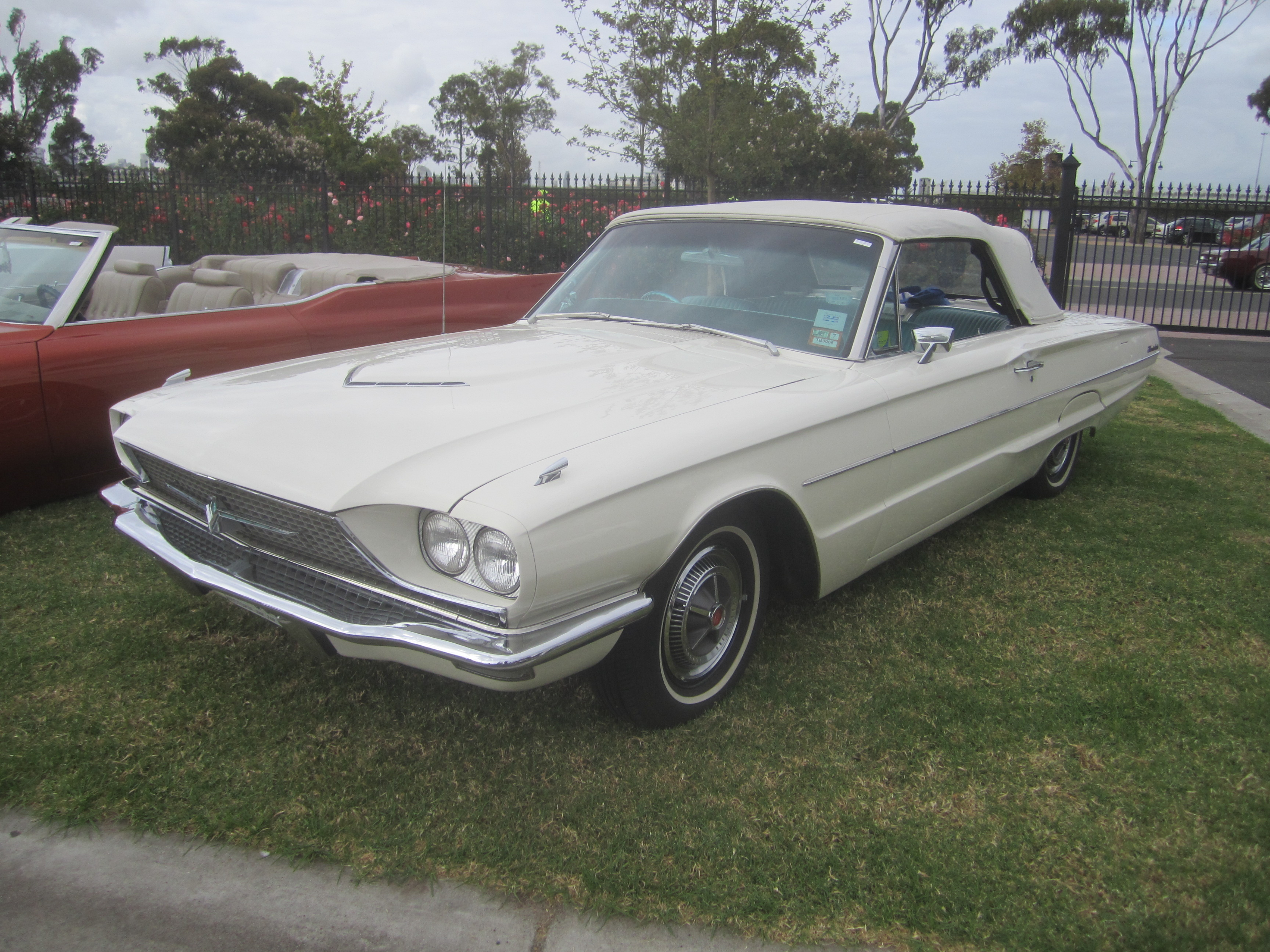
La Ford Thunderbird '66, la celebre vettura delle protagoniste

Durante una sosta in un locale country western, Thelma viene corteggiata da Harlan Puckett, un dongiovanni del luogo, il quale balla con lei e poi, approfittando del fatto che lei si sta leggermente sentendo male, tenta di stuprarla nel parcheggio. Louise sopraggiunge, armata di pistola, intimando all'aggressore di lasciar stare l'amica, tuttavia l'uomo continua ad offenderle ed a prenderle in giro entrambe, quindi Louise, offuscata dall'ira, gli spara in pieno petto, uccidendolo sul colpo. Prese dal panico, Thelma e Louise vorrebbero inizialmente rivolgersi alla polizia, pensando che verrebbe loro riconosciuto di aver agito per legittima difesa, ma poi decidono di darsi alla fuga e sconfinare in Messico. Le indagini per l'omicidio, intanto, vengono affidate all'ispettore Hal Slocumb, il quale non impiega molto a ricostruire la dinamica e risalire alle due donne.
Le due sono ora fuggiasche e a corto di soldi, quindi Louise contatta Jimmy per farsi recapitare tutti i suoi risparmi tramite la filiale della Western Union di Oklahoma City. Durante il tragitto s'imbattono nell'autostoppista J.D., un giovane di bell'aspetto che si finge uno studente ma che in realtà è un rapinatore, del quale Thelma si invaghisce, ricambiata. Louise, intanto, con grande sorpresa, incontra Jimmy, il quale, ignaro della loro disavventura, ha deciso di portarle i soldi personalmente.
Thelma passa la notte con J.D., con il quale ha un rapporto sessuale, ma il mattino seguente lui sparisce con il denaro incautamente lasciato sul comodino dalla donna, la quale, volendo rimediare e procurarsi altri soldi, rapina un supermercato mettendo in pratica ciò che J.D. le ha raccontato; facendo ciò, tuttavia, non si accorge di essere ripresa da una telecamera di sicurezza e in questo modo viene riconosciuta dall'ispettore, il quale, con una squadra di poliziotti, sopraggiunge in casa di lei e sorveglia tutte le comunicazioni del marito Darryl. La polizia inoltre arresta J.D., il quale racconta della fuga delle protagoniste verso il Messico (di cui era a conoscenza perché Thelma, ingenuamente, gliene aveva parlato).
Nella loro fuga, le due donne abbandonano ormai ogni prudenza, prima minacciando con la pistola un agente di polizia che le ferma per eccesso di velocità e chiudendolo nel bagagliaio dell'auto di servizio, poi sparando alle gomme ed al rimorchio dell'autocisterna di un camionista becero e maleducato che le prende in giro e le offende, facendo esplodere il mezzo. L'ispettore Hal riesce ad agganciarle telefonicamente, con la collaborazione del marito di Thelma, tentando invano di convincerle a costituirsi con la promessa di aiutarle in sede giudiziaria. Le donne proseguono la loro fuga, ma hanno ormai alle costole le forze dell'ordine di diverse contee; dopo un rocambolesco inseguimento, finiscono sull'orlo di un precipizio a ridosso del Grand Canyon.
Hal vorrebbe ancora negoziare per aiutarle, ma il suo superiore è irremovibile e intende costringerle a consegnarsi a qualsiasi costo. Circondate da un gran numero di volanti ed elicotteri della polizia, Thelma e Louise sono alle corde e, di fronte alla prospettiva di trascorrere lunghi anni in prigione, si baciano e, con il sorriso sulle labbra e tenendosi per mano, si lanciano con la macchina nel precipizio.
Nella sequenza finale, tagliata nella prima versione, si può vedere l'auto con a bordo le due donne, finalmente libere, proseguire il viaggio lungo una valle deserta.

## Produzione

### Sviluppo
Il tema principale del film Thelma & Louise è l'emancipazione femminile, la realizzazione personale, il libero arbitrio delle donne sulla propria vita e l'empowerment. La sceneggiatrice Callie Khouri, riguardo alla genesi del progetto, ha poi spiegato:
"L'idea mi è venuta una notte, mentre ero seduta in macchina, fuori dal vialetto di casa. Cosa potrebbe accadere nella vita di due donne, due migliori amiche, di abbastanza forte da costringerle a scegliere tra ciò che hanno e ciò che potrebbero avere? Quale evento, quale errore commesso, forse, potrebbe mandarli in un viaggio verso l'ignoto? Da lì la storia si è svolta da sola nella mia."

### Cast
Prima di Susan Sarandon e Geena Davis, altre famose attrici di Hollywood vennero proposte per i due ruoli. Meryl Streep e Goldie Hawn volevano girare una pellicola assieme e visionarono il progetto di Thelma & Louise, ma alla fine rifiutarono; l'anno dopo gireranno La morte ti fa bella.
Originariamente il film doveva essere interpretato da Michelle Pfeiffer e Jodie Foster, mentre Ridley Scott ne sarebbe stato il produttore e Callie Khouri la regista. Alla fine la Pfeiffer e la Foster non furono più disponibili, quindi vennero scelte come interpreti la Sarandon e la Davis, con Scott che si assunse la responsabilità di dirigere il film e la Khouri quella di realizzarne la sceneggiatura.
Per la parte di J.D. inizialmente furono presi in considerazione River Phoenix, Christian Slater, William Baldwin, George Clooney, Robert Downey Jr., Dermot Mulroney e James LeGros, ma poi si scelse il ventottenne Brad Pitt, che con questa pellicola guadagnò notorietà internazionale.

### Riprese
Le riprese del film si sono svolte tra l'11 giugno e il 30 agosto 1990.
Sebbene l'ambientazione del film sia un viaggio dall'Arkansas al Grand Canyon, le riprese si sono svolte quasi interamente tra Bakersfield, in California, e nello Utah, con una piccola parentesi anche in Colorado, sul reale Grand Canyon. Il budget del film ammonta a 16,5 milioni di dollari.

## Colonna sonora

### Tracce[10]
1. Pete Haycock e Eric Clapton - Thunderbird[11]
2. Glenn Frey - Part of Me, Part of You
3. AC/DC - Highway to Hell
4. Chris Whitley - Kick The Stones
5. Martha Reeves - Wild Night
6. Toni Childs - House Of Hope
7. Marianne Faithfull - Ballad of Lucy Jordan
8. Bruce Springsteen - Badlands
9. Grayson Hugh - I Can't Untie You From Me
10. B.B. King - Better Not Look Down
11. Michael McDonald - No Lookin' Back
12. The Temptations - The Way You Do the Things You Do
13. Johnny Nash - I Can See Clearly Now

## Distribuzione
Dopo essere stato presentato in anteprima mondiale al Festival di Cannes 1991 come film fuori concorso, Thelma & Louise è uscito nelle sale cinematografiche degli Stati Uniti il 24 maggio 1991 e in Italia il 13 settembre seguente.

### Home video
Il film si è rivelato un enorme successo anche nel mercato dell'home video, tanto da diventare, negli Stati Uniti, il film più noleggiato del 1992, con oltre 400.000 copie VHS noleggiate.

### Doppiaggio
Le due protagoniste sono doppiate in italiano da Loredana Nicosia e Rossella Izzo, mentre la direzione del doppiaggio è affidata al padre di quest'ultima, Renato Izzo.

## Accoglienza

### Incassi
Thelma & Louise ha rappresentato un successo assoluto ai botteghini, raggiungendo l'eccezionale incasso di 45,4 milioni di dollari soltanto negli Stati Uniti. In Italia ha invece incassato 148mila euro.

### Critica
Il film, sin dal periodo della sua distribuzione, ha ricevuto quasi unicamente recensioni positive, e il plauso universale della critica cinematografica.
Celebre è la recensione che Janet Maslin, giornalista del New York Times, ha scritto elogiando ampiamente il film:
"Thelma and Louise di Mr. Scott, con la brillante sceneggiatura della scrittrice esordiente Callie Khouri, è una sorpresa per questo e molti altri parametri. Rivela il talento inesplorato di Mr. Scott (meglio conosciuto per film d'azione dolcemente malinconici come Alien, Blade Runner e Black Rain) per le commedie americane adrenaliniche, nonostante le sue radici inglesi. Reinventa il film delle coppie di amici con tale freschezza e vigore che il genere intero sembra decisamente nuovo. Scopre risorse inaspettate in entrambe le sue star, Susan Sarandon e Geena Davis, che creano una coppia con una chimica perfetta, due personaggi originali e pieni di spirito."
Anche il grande critico cinematografico Roger Ebert ha acclamato il film, scrivendo:
"Ciò che distingue Thelma & Louise dalla grande tradizione centrale del film on the road - una tradizione abbastanza ampia da ospitare i capisaldi Rain Man, Easy Rider, Bonnie e Clyde, Badlands e Prima di mezzanotte - è che gli eroi per una volta, finalmente, sono donne: esponenti della classe operaia di una piccola città dell'Arkansas, la prima una cameriera, l'altra casalinga, entrambe pronte a reinventarsi e migliorare le proprie vite, ed entrambe dotate di risorse inaspettate. Questo film mostra una grande simpatia per la commedia umana, e Sarandon e Davis trovano nella sceneggiatura di Callie Khouri due personaggi plausibili, convincenti e amabili. E come protagoniste lavorano insieme come una squadra di acrobati, attraversando insieme anche le scene più pericolose senza sbagliare un colpo. Tuttavia, ho dovuto detrarre mezza stella dalla mia recensione di quattro stelle per via dell'unico piccolo neo del film, ovvero l'ultima inquadratura, prima che inizino i titoli. È un fermo immagine che sfuma in bianco, il che va bene, tranne per il fatto che lo fa con una fretta indecorosa... Ma a parte ciò, perfetto!."
Nel 2011, in occasione del 20º anniversario del film, la critica Raina Lipsitz per The Atlantic ha scritto un articolo sulla pellicola, definendola "l'ultimo grande film sulle donne" e ha affermato che questo e altri film, come il capolavoro Il silenzio degli innocenti con Jodie Foster, hanno fatto sì che il 1991 diventasse "l'anno del cinema delle donne", aggiungendo che da allora i film con tematiche femministe hanno perso qualità.

## Riconoscimenti
- 1992 - Premio Oscar[19]
  - Miglior sceneggiatura originale a Callie Khouri
  - Candidatura Migliore regia a Ridley Scott
  - Candidatura Miglior attrice protagonista a Susan Sarandon
  - Candidatura Miglior attrice protagonista a Geena Davis
  - Candidatura Miglior fotografia a Adrian Biddle
  - Candidatura Miglior montaggio a Thom Noble
- 1992 - Golden Globe[20]
  - Migliore sceneggiatura a Callie Khouri
  - Candidatura Miglior film drammatico
  - Candidatura Miglior attrice in un film drammatico a Susan Sarandon
  - Candidatura Miglior attrice in un film drammatico a Geena Davis
- 1992 - Premio BAFTA[21]
  - Candidatura Miglior film a Mimi Polk Gitlin e Ridley Scott
  - Candidatura Migliore regia a Ridley Scott
  - Candidatura Miglior attrice protagonista a Susan Sarandon
  - Candidatura Miglior attrice protagonista a Geena Davis
  - Candidatura Migliore sceneggiatura originale a Callie Khouri
  - Candidatura Migliore fotografia a Adrian Biddle
  - Candidatura Miglior montaggio a Thom Noble
  - Candidatura Miglior colonna sonora a Hans Zimmer
- 1991 - Boston Society of Film Critics Awards
  - Miglior attrice a Geena Davis
- 1992 - Premio César[22]
  - Candidatura Miglior film straniero a Ridley Scott
- 1991 - Chicago Film Critics Association Awards
  - Candidatura Miglior film
  - Candidatura Miglior regia a Ridley Scott
  - Candidatura Miglior attrice a Geena Davis
  - Candidatura Miglior attrice a Susan Sarandon
  - Candidatura Attore più promettente a Brad Pitt
  - Candidatura Miglior sceneggiatura a Callie Khouri
- 1992 - David di Donatello[23]
  - Migliore attrice straniera a Susan Sarandon
  - Migliore attrice straniera a Geena Davis
  - Candidatura Miglior film straniero a Ridley Scott
- 1992 - Nastro d'argento[24]
  - Miglior doppiaggio femminile a Rossella Izzo
  - Candidatura Regista del miglior film straniero a Ridley Scott
- 1992 - Ciak d'oro
  - Miglior film straniero
- 1991 - Los Angeles Film Critics Association Award[25]
  - Candidatura Miglior attrice protagonista a Geena Davis
- 1992 - MTV Movie Award[26]
  - Candidatura Miglior performance femminile a Geena Davis
  - Candidatura Miglior coppia a Susan Sarandon e Geena Davis
- 1991 - National Board of Review Award[27]
  - Migliori dieci film
  - Miglior attrice protagonista a Susan Sarandon
  - Miglior attrice protagonista a Geena Davis
- 1991 - New York Film Critics Circle Award[28]
  - Candidatura Miglior attrice protagonista a Susan Sarandon e Geena Davis
  - Candidatura Migliore sceneggiatura a Callie Khouri
- 1992 - Dallas-Fort Worth Film Critics Association Award
  - Miglior sceneggiatura a Callie Khouri
  - Candidatura Miglior film
  - Candidatura Miglior attrice a Geena Davis e Susan Sarandon
- 1992 - London Critics Circle Film Awards
  - Film dell'anno
  - Regista dell'anno a Ridley Scott
  - Attrice dell'anno a Susan Sarandon
- 1992 - National Society of Film Critics Awards
  - Miglior attore non protagonista a Harvey Keitel
  - Candidatura Miglior attrice a Susan Sarandon
- 1992 - Premio Amanda
  - Candidatura Miglior film straniero a Ridley Scott
- 1992 - American Comedy Awards
  - Candidatura Attrice più divertente a Geena Davis
  - Candidatura Attrice più divertente a Susan Sarandon
- 1992 - AACTA Award
  - Candidatura Miglior film straniero a Ridley Scott e Mimi Polk Gitlin
- 1992 - Premio Bodil
  - Miglior film non europeo a Ridley Scott
- 1991 - British Society of Cinematographers
  - Candidatura Miglior fotografia a Adrian Biddle
- 1992 - DGA Award
  - Candidatura Miglior regia a Ridley Scott
- 1991 - Semana Internacional de Cine de Valladolid
  - Spiga d'oro al miglior film a Ridley Scott
  - Premio del Pubblico al miglior film a Ridley Scott
- 1992 - WGA Award
  - Miglior sceneggiatura originale a Callie Khouri
- 1991 - Premio Sant Jordi
  - Candidatura Miglior attrice straniera a Susan Sarandon
- 1992 - PEN Center USA West Literary Awards
  - Miglior sceneggiatura a Callie Khouri
- 1992 - Turkish Film Critics Association
  - 3° posto Miglior film straniero
- 2018 - Online Film & Television Association
  - Miglior film
- 1991 - Awards Circuit Community Awards
  - Miglior sceneggiatura originale a Callie Khouri
  - Candidatura Miglior film a Mimi Polk Gitlin e Ridley Scott
  - Candidatura Miglior regia a Ridley Scott
  - Candidatura Miglior attrice protagonista a Susan Sarandon
  - Candidatura Miglior attrice protagonista a Geena Davis
  - Candidatura Miglior cast a Louis DiGiaimo
  - Candidatura Miglior montaggio a Thom Noble
  - Candidatura Miglior stunt per il cast
  - Candidatura Miglior fotografia a Adrian Biddle
- 2012 - 20/20 Awards
  - Miglior attrice non protagonista a Geena Davis
  - Miglior sceneggiatura originale a Callie Khouri
  - Candidatura Miglior film
  - Candidatura Miglior regia a Ridley Scott
  - Candidatura Miglior attrice a Susan Sarandon

Inoltre il film è stato dall'American Film Institute inserito nelle seguenti classifiche:
- I 100 anni dell'AFI...100 Cheers - #78[29]
- I 100 anni dell'AFI...100 eroi e cattivi - #24[30]
- I 100 anni dell'AFI...100 emozioni - #76[30]

## Adattamento teatrale
Nel gennaio 2021, è stato annunciato che la sceneggiatrice Callie Khouri avrebbe reso il suo capolavoro un musical teatrale insieme a Halley Feiffer, con canzoni originali della musicista Neko Case. Nel gennaio 2023, è avvenuta la prima dello spettacolo, con nel ruolo delle due protagoniste Amanda Seyfried ed Evan Rachel Wood.